# 2010 w lekkoatletyce
2010 w lekkoatletyce – prezentacja sezonu 2010 w lekkoatletyce.
Najważniejszą imprezą sezonu były rozegrane na początku marca w Katarze halowe mistrzostwa świata. Od 14 maja do 27 sierpnia rozgrywana była pierwsza edycja Diamentowej Ligi IAAF – cykl najbardziej prestiżowych mityngów lekkoatletycznych, który zastąpił Golden League. W związku z reformą kalendarza IAAF zniknął World Athletics Tour, który od roku 2010 został zastąpiony przez World Challenge Meetings. We wrześniu nie odbył się planowany światowy finał lekkoatletyczny. Puchar świata odbył się w nowej formule pod nazwą pucharu intekontynentalnego.

## Zawody międzynarodowe

### Światowe
| Zawody                                                | Miejsce   | Data            |
| ----------------------------------------------------- | --------- | --------------- |
| Halowe mistrzostwa świata                             | Doha      | 12–14 marca     |
| Mistrzostwa świata juniorów                           | Moncton   | 19–25 lipca     |
| Mistrzostwa świata w biegach przełajowych             | Bydgoszcz | 28 marca        |
| Mistrzostwa świata w półmaratonie                     | Nanning   | 16 października |
| Puchar świata w chodzie sportowym                     | Chihuahua | 15–16 maja      |
| Puchar interkontynentalny                             | Split     | 4–5 września    |
| Igrzyska olimpijskie młodzieży                        | Singapur  | 17–23 sierpnia  |
| Mistrzostwa świata wojskowych w biegach przełajowych  | Ostenda   | 11 marca        |
| Akademickie mistrzostwa świata w biegach przełajowych | Kingston  | 11 kwietnia     |
| Mistrzostwa świata w biegu na 100 kilometrów          | Gibraltar | 7 listopada     |

### Międzykontynentalne i regionalne
| Zawody                         | Miejsce      | Data              |
| ------------------------------ | ------------ | ----------------- |
| Igrzyska Wspólnoty Narodów     | Nowe Delhi   | 6–12 października |
| Mistrzostwa ibero-amerykańskie | San Fernando | 4–6 czerwca       |

### Kontynentalne

#### Afryka
| Zawody                                    | Miejsce | Data                |
| ----------------------------------------- | ------- | ------------------- |
| Mistrzostwa Afryki                        | Nairobi | 28 lipca–1 sierpnia |
| Mistrzostwa Afryki juniorów w wielobojach | Bambous | 10–11 kwietnia      |

#### Ameryka Północna, Południowa i Karaiby
| Zawody                                                 | Miejsce       | Data              |
| ------------------------------------------------------ | ------------- | ----------------- |
| Mistrzostwa Ameryki Południowej w Biegach Przełajowych | Guayaquil     | 27 lutego         |
| Mistrzostwa NACAC w Biegach Przełajowych               | Mount Irvine  | 6 marca           |
| Mistrzostwa Ameryki Południowej w Chodzie Sportowym    | Cochabamba    | 6–7 marca         |
| Młodzieżowe Mistrzostwa NACAC                          | Miramar       | 9–11 lipca        |
| Igrzyska Ameryki Środkowej i Karaibów                  | Mayagüez      | 24–30 lipca       |
| Mistrzostwa Ameryki Środkowej i Karaibów juniorów      | Santo Domingo | 2–4 lipca         |
| Mistrzostwa Ameryki Południowej w półmaratonie         | Lima          | 29 sierpnia       |
| Mistrzostwa Ameryki Południowej juniorów młodszych     | Santiago      | 9–10 października |
| Młodzieżowe mistrzostwa Ameryki Południowej            | Medellín      | 20–23 marca       |

#### Australia i Oceania
| Zawody                                 | Miejsce | Data           |
| -------------------------------------- | ------- | -------------- |
| Mistrzostwa Oceanii                    | Cairns  | 23–25 września |
| Mistrzostwa Oceanii juniorów młodszych | Sydney  | 11–14 marca    |

#### Azja
| Zawody                                          | Miejsce | Data            |
| ----------------------------------------------- | ------- | --------------- |
| Halowe mistrzostwa Azji                         | Teheran | 24–26 lutego    |
| Mistrzostwa Azji w chodzie sportowym            | Nomi    | 14 marca        |
| Igrzyska azjatyckie                             | Kanton  | 21–27 listopada |
| Igrzyska Azji Południowej                       | Dhaka   | 6–9 lutego      |
| Mistrzostwa Południowo-Wschodniej Azji juniorów | Malezja | 19–20 czerwca   |
| Mistrzostwa Azji juniorów                       | Hanoi   | 1–4 lipca       |

#### Europa

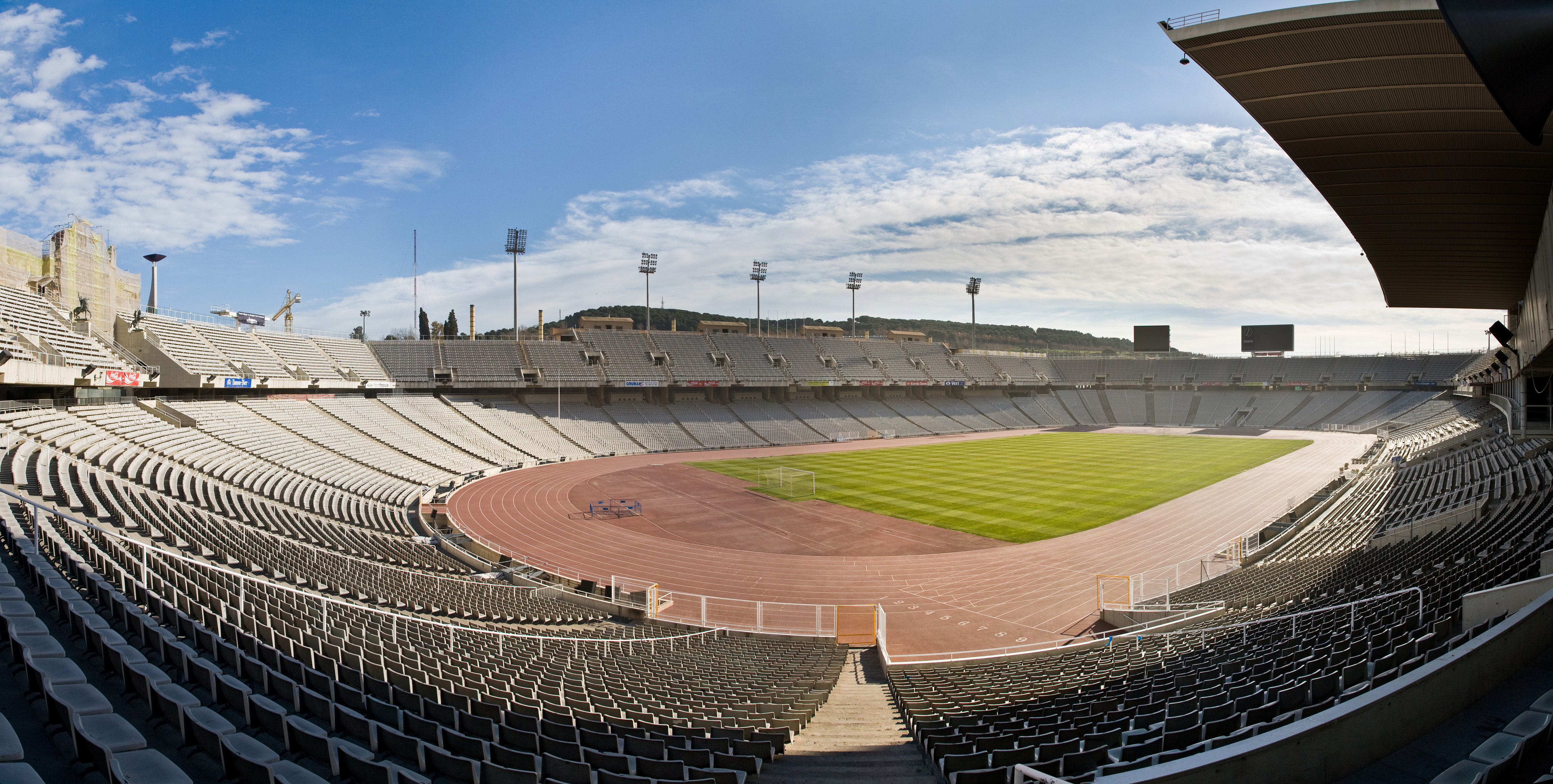
Estadi Olímpic Lluís Companys w Barcelonie był areną mistrzostw Europy

| Zawody                                               | Miejsce                        | Data                |
| ---------------------------------------------------- | ------------------------------ | ------------------- |
| Mistrzostwa Europy                                   | Barcelona                      | 26 lipca–1 sierpnia |
| Drużynowe mistrzostwa Europy                         | Bergen Budapeszt Belgrad Marsa | 19–20 czerwca       |
| Puchar Europy w wielobojach lekkoatletycznych        | Tallinn Hengelo Tel Awiw-Jafa  | 26–27 czerwca       |
| Kwalifikacje do igrzysk olimpijskich młodzieży       | Moskwa                         | 21–23 maja          |
| Mistrzostwa Europy w biegach przełajowych            | Albufeira                      | 12 grudnia          |
| Mistrzostwa Europy w biegu na 100 kilometrów         | Gibraltar                      | 7 listopada         |
| Mistrzostwa Europy w biegach górskich                | Saprawa Bania                  | 4 lipca             |
| Zimowy puchar Europy w rzutach lekkoatletycznych     | Arles                          | 20–21 marca         |
| Puchar Europy w biegu na 10 000 metrów               | Marsylia                       | 5 czerwca           |
| Mistrzostwa krajów nordyckich w biegach przełajowych | Trondheim                      | 24 października     |
| Mistrzostwa Bałkanów w maratonie                     | Kawarna                        | 8 maja              |

## Mistrzostwa krajowe
| Kraj                 | Zawody                                                                         | Miejsce                | Data               |
| -------------------- | ------------------------------------------------------------------------------ | ---------------------- | ------------------ |
| Australia            | Mistrzostwa Australii                                                          | Perth                  | 16–18 kwietnia     |
| Australia            | Mistrzostwa Australii w wielobojach                                            | Melbourne              | 13–14 lutego       |
| Australia            | Mistrzostwa Australii w maratonie                                              | Melbourne              | 10 października    |
| Australia            | Mistrzostwa Australii w biegu na 10 000 metrów                                 | Melbourne              | 9 grudnia          |
| Australia            | Mistrzostwa Australii w chodzie sportowym                                      | Hobart                 | 13 lutego          |
| Austria              | Mistrzostwa Austrii                                                            | Villach                | 10–11 lipca        |
| Austria              | Mistrzostwa Austrii w biegu na 10 kilometrów                                   | Wiedeń                 | 3 października     |
| Austria              | Mistrzostwa Austrii w chodzie sportowym                                        | Hollenburg             | 2 października     |
| Belgia               | Halowe mistrzostwa Belgii                                                      | Gandawa                | 21 lutego          |
| Belgia               | Halowe mistrzostwa Belgii w wielobojach                                        | Gandawa                | 6–7 lutego         |
| Belgia               | Mistrzostwa Belgii                                                             | Bruksela               | 17–18 lipca        |
| Belgia               | Mistrzostwa Belgii w wielobojach                                               | Naimette-Xhovémont     | 28–29 sierpnia     |
| Bośnia i Hercegowina | Mistrzostwa Bośni i Hercegowiny                                                | Sarajewo               | 5–6 czerwca        |
| Brazylia             | Mistrzostwa Brazylii                                                           | São Paulo              | 15–19 września     |
| Chiny                | Mistrzostwa Chin                                                               | Jinan                  | 5–8 sierpnia       |
| Chiny                | Mistrzostwa Chin w półmaratonie                                                | Yangzhou               | 25 kwietnia        |
| Chiny                | Mistrzostwa Chin w chodzie sportowym                                           | Huangshan              | 14–16 marca        |
| Chińskie Tajpej      | Mistrzostwa Chińskiego Tajpej                                                  | Miaoli                 | 15–16 października |
| Chorwacja            | Mistrzostwa Chorwacji                                                          | Rijeka                 | 10–11 lipca        |
| Chorwacja            | Mistrzostwa Chorwacji w półmaratonie                                           | Sinj                   | 11 kwietnia        |
| Chorwacja            | Mistrzostwa Chorwacji w biegu na 10 000 metrów i chodzie na 5000 metrów        | Zagrzeb                | 17 kwietnia        |
| Chorwacja            | Mistrzostwa Chorwacji w chodzie sportowym                                      | Zagrzeb                | 24 kwietnia        |
| Chorwacja            | Mistrzostwa Chorwacji w maratonie                                              | Plitvice               | 5 czerwca          |
| Czechy               | Halowe mistrzostwa Czech                                                       | Praga                  | 27–28 lutego       |
| Czechy               | Halowe mistrzostwa Czech w wielobojach                                         | Praga                  | 13–14 lutego       |
| Czechy               | Mistrzostwa Czech                                                              | Trzyniec               | 17–18 lipca        |
| Czechy               | Mistrzostwa Czech w wielobojach                                                | Stará Boleslav         | 29–30 maja         |
| Dania                | Mistrzostwa Danii                                                              | Odense                 | 7–8 sierpnia       |
| Dania                | Mistrzostwa Danii w wielobojach                                                | Roskilde               | 21–22 sierpnia     |
| Estonia              | Mistrzostwa Estonii                                                            | Tallinn                | 16–18 lipca        |
| Estonia              | Mistrzostwa Estonii w biegu na 10 000 metrów                                   | Kohila                 | 25 czerwca         |
| Estonia              | Mistrzostwa Estonii w wielobojach                                              | Rakvere                | 18–19 sierpnia     |
| Estonia              | Mistrzostwa Estonii w chodzie na 50 kilometrów                                 | Paralepa               | 25 września        |
| Finlandia            | Mistrzostwa Finlandii                                                          | Kajaani                | 5–8 sierpnia       |
| Finlandia            | Mistrzostwa Finlandii w półmaratonie                                           | Hamina                 | 25 kwietnia        |
| Finlandia            | Mistrzostwa Finlandii w chodzie sportowym                                      | Lappeenranta           | 18 września        |
| Finlandia            | Mistrzostwa Finlandii w maratonie                                              | Lappeenranta           | 25 września        |
| Francja              | Halowe mistrzostwa Francji                                                     | Paryż                  | 27–28 lutego       |
| Grecja               | Mistrzostwa Grecji                                                             | Patras                 | 12–13 czerwca      |
| Grecja               | Mistrzostwa Grecji w wielobojach                                               | Schimatari             | 29–30 maja         |
| Hiszpania            | Mistrzostwa Hiszpanii                                                          | Avilés                 | 17–18 lipca        |
| Hiszpania            | Mistrzostwa Hiszpanii w biegu na 10 000 metrów                                 | Cáceres                | 30 czerwca         |
| Hiszpania            | Mistrzostwa Hiszpanii w półmaratonie                                           | Sagunto                | 18 września        |
| Holandia             | Mistrzostwa Holandii                                                           | Amsterdam              | 17–18 lipca        |
| Holandia             | Mistrzostwa Holandii w wielobojach                                             | Emmeloord              | 23–24 maja         |
| Holandia             | Mistrzostwa Holandii w biegu na 10 kilometrów                                  | Tilburg                | 5 września         |
| Holandia             | Mistrzostwa Holandii w półmaratonie                                            | Breda                  | 3 października     |
| Indie                | Mistrzostwa Indii                                                              | Koczin                 | 15–18 maja         |
| Irlandia             | Mistrzostwa Irlandii                                                           | Dublin                 | 10–11 lipca        |
| Japonia              | Mistrzostwa Japonii                                                            | Marugame               | 4–6 czerwca        |
| Japonia              | Mistrzostwa Japonii w chodzie na 20 kilometrów                                 | Kobe                   | 31 stycznia        |
| Japonia              | Mistrzostwa Japonii w chodzie na 50 kilometrów                                 | Wajima                 | 17 kwietnia        |
| Japonia              | Mistrzostwa Japonii w wielobojach                                              | Kawasaki               | 12–13 czerwca      |
| Kanada               | Mistrzostwa Kanady                                                             | Toronto                | 28–31 lipca        |
| Kanada               | Mistrzostwa Kanady w biegu na 10 kilometrów                                    | Toronto                | 16 października    |
| Kenia                | Mistrzostwa Kenii w biegach przełajowych                                       | Nairobi                | 20 lutego          |
| Kolumbia             | Mistrzostwa Kolumbii                                                           | Cali                   | 14–16 maja         |
| Korea Południowa     | Mistrzostwa Korei Południowej                                                  | Daegu                  | 7–8 czerwca        |
| Kuba                 | Mistrzostwa Kuby w chodzie na 20 kilometrów                                    | Morón                  | 20 lutego          |
| Litwa                | Mistrzostwa Litwy                                                              | Kowno                  | 9–10 lipca         |
| Łotwa                | Mistrzostwa Łotwy                                                              | Jēkabpils              | 9–10 lipca         |
| Łotwa                | Mistrzostwa Łotwy w chodzie sportowym                                          | Jurmała                | 15 maja            |
| Łotwa                | Mistrzostwa Łotwy w dziesięcioboju                                             | Jēkabpils              | 5–6 czerwca        |
| Niemcy               | Halowe mistrzostwa Niemiec                                                     | Karlsruhe              | 27–28 lutego       |
| Niemcy               | Halowe mistrzostwa Niemiec w wielobojach                                       | Frankfurt              | 30–31 stycznia     |
| Niemcy               | Mistrzostwa Niemiec                                                            | Brunszwik              | 17–18 lipca        |
| Niemcy               | Mistrzostwa Niemiec w półmaratonie                                             | Bad Liebenzell         | 18 kwietnia        |
| Niemcy               | Mistrzostwa Niemiec w chodzie na 20 kilometrów                                 | Naumburg               | 30 maja            |
| Niemcy               | Mistrzostwa Niemiec w wielobojach                                              | Poczdam                | 26–27 sierpnia     |
| Niemcy               | Mistrzostwa Niemiec w biegu na 10 kilometrów                                   | Ohrdruf                | 11 września        |
| Nigeria              | Mistrzostwa Nigerii                                                            | Calabar                | 25–27 czerwca      |
| Norwegia             | Mistrzostwa Norwegii                                                           | Sandnes                | 20–22 sierpnia     |
| Norwegia             | Mistrzostwa Norwegii w chodzie sportowym                                       | Bergen                 | 25 września        |
| Nowa Zelandia        | Mistrzostwa Nowej Zelandii                                                     | Christchurch           | 26–28 marca        |
| Nowa Zelandia        | Mistrzostwa Nowej Zelandii w wielobojach                                       | Hamilton               | 13–14 lutego       |
| Polska               | Halowe mistrzostwa Polski                                                      | Spała                  | 27–28 lutego       |
| Polska               | Mistrzostwa Polski w biegach przełajowych                                      | Bydgoszcz              | 14 marca           |
| Polska               | Mistrzostwa Polski w chodzie na 50 kilometrów                                  | Dudince                | 27 marca           |
| Polska               | Mistrzostwa Polski w biegu na 10 000 metrów                                    | Sosnowiec              | 2 maja             |
| Polska               | Mistrzostwa Polski w wielobojach                                               | Opole                  | 5–6 czerwca        |
| Polska               | Mistrzostwa Polski w chodzie na 20 kilometrów                                  | Nowa Dęba              | 12 czerwca         |
| Polska               | Mistrzostwa Polski juniorów                                                    | Białystok              | 26–28 czerwca      |
| Polska               | Mistrzostwa Polski seniorów                                                    | Bielsko-Biała          | 8–10 lipca         |
| Polska               | Młodzieżowe mistrzostwa Polski                                                 | Kraków                 | 27–28 sierpnia     |
| Portugalia           | Mistrzostwa Portugalii                                                         | Leiria                 | 17–18 lipca        |
| Południowa Afryka    | Mistrzostwa Republiki Południowej Afryki                                       | Durban                 | 20–21 marca        |
| Południowa Afryka    | Mistrzostwa Republiki Południowej Afryki w półmaratonie                        | Port Elizabeth         | 24 lipca           |
| Południowa Afryka    | Mistrzostwa Republiki Południowej Afryki w biegu na 10 kilometrów              | Paarl                  | 14 sierpnia        |
| Południowa Afryka    | Mistrzostwa Republiki Południowej Afryki w biegach przełajowych                | Pretoria               | 11 września        |
| Południowa Afryka    | Mistrzostwa Republiki Południowej Afryki w maratonie                           | Durban                 | 2 października     |
| Rumunia              | Mistrzostwa Rumunii                                                            | Bukareszt              | 17–18 lipca        |
| Rumunia              | Mistrzostwa Rumunii w chodzie na 20 kilometrów                                 | Reșița                 | 20 marca           |
| Rumunia              | Mistrzostwa Rumunii w chodzie na 20 kilometrów                                 | Bukareszt              | 26 czerwca         |
| Rumunia              | Mistrzostwa Rumunii w wielobojach                                              | Bukareszt              | 22–23 lipca        |
| Rumunia              | Mistrzostwa Rumunii w półmaratonie                                             | Slǎnic                 | 4 września         |
| Rumunia              | Mistrzostwa Rumunii w chodzie na 50 kilometrów                                 | Bukareszt              | 18 września        |
| Rumunia              | Mistrzostwa Rumunii w biegach przełajowych                                     | Băile Felix            | 30 października    |
| Serbia               | Mistrzostwa Serbii                                                             | Sremska Mitrovica      | 17–18 lipca        |
| Słowacja             | Mistrzostwa Słowacji                                                           | Nitra                  | 26–27 czerwca      |
| Słowacja             | Mistrzostwa Słowacji w maratonie                                               | Koszyce                | 3 października     |
| Słowenia             | Mistrzostwa Słowenii                                                           | Velenje                | 17–18 lipca        |
| Słowenia             | Mistrzostwa Słowenii w biegu na 10 kilometrów                                  | Slovenj Gradec         | 17 października    |
| Słowenia             | Mistrzostwa Słowenii w półmaratonie                                            | Lublana                | 17 października    |
| Stany Zjednoczone    | Halowe mistrzostwa Stanów Zjednoczonych                                        | Albuquerque            | 27–28 marca        |
| Stany Zjednoczone    | Halowe mistrzostwa Stanów Zjednoczonych w wielobojach                          | Bloomington            | 6–7 marca          |
| Stany Zjednoczone    | Halowe mistrzostwa Stanów Zjednoczonych w chodzie na 1 milę                    | Nowy Jork              | 29 stycznia        |
| Stany Zjednoczone    | Mistrzostwa Stanów Zjednoczonych                                               | Des Moines             | 24–27 czerwca      |
| Szwajcaria           | Mistrzostwa Szwajcarii                                                         | Lugano                 | 16–17 lipca        |
| Szwajcaria           | Mistrzostwa Szwajcarii w maratonie                                             | Zurych                 | 11 kwietnia        |
| Szwajcaria           | Mistrzostwa Szwajcarii w biegach na 10 000 metrów i 3000 metrów z przeszkodami | Uster                  | 11 czerwca         |
| Szwajcaria           | Mistrzostwa Szwajcarii w wielobojach                                           | Landquart              | 21–22 sierpnia     |
| Szwajcaria           | Mistrzostwa Szwajcarii w półmaratonie                                          | Uster                  | 18 września        |
| Szwecja              | Mistrzostwa Szwecji                                                            | Falun                  | 19–22 sierpnia     |
| Szwecja              | Mistrzostwa Szwecji w biegach przełajowych                                     | Brämhult               | 24–25 kwietnia     |
| Szwecja              | Mistrzostwa Szwecji w wielobojach                                              | Huddinge               | 4–5 września       |
| Szwecja              | Mistrzostwa Szwecji w chodzie sportowym                                        | Borås                  | 6 i 8 sierpnia     |
| Trynidad i Tobago    | Mistrzostwa Trynidadu i Tobago                                                 | Port-of-Spain          | 25–27 czerwca      |
| Turcja               | Mistrzostwa Turcji                                                             | Izmir                  | 29–30 czerwca      |
| Turcja               | Mistrzostwa Turcji w chodzie na 20 kilometrów                                  | Balıkesir              | 14 marca           |
| Węgry                | Mistrzostwa Węgier                                                             | Debreczyn              | 7–8 sierpnia       |
| Węgry                | Mistrzostwa Węgier w półmaratonie                                              | Encs                   | 18 kwietnia        |
| Węgry                | Mistrzostwa Węgier w chodzie na 20 kilometrów                                  | Békéscsaba             | 25 kwietnia        |
| Węgry                | Mistrzostwa Węgier w wielobojach                                               | Budapeszt              | 18–19 września     |
| Wielka Brytania      | Mistrzostwa Wielkiej Brytanii                                                  | Birmingham             | 25–27 czerwca      |
| Wenezuela            | Mistrzostwa Wenezueli                                                          | Barquisimeto           | 18–19 czerwca      |
| Wenezuela            | Mistrzostwa Wenezueli w chodzie na 20 kilometrów                               | San Juan de Los Morros | 5 lutego           |
| Włochy               | Halowe mistrzostwa Włoch                                                       | Ankona                 | 27–28 lutego       |
| Włochy               | Mistrzostwa Włoch                                                              | Grosseto               | 30 czerwca–1 lipca |
| Włochy               | Mistrzostwa Włoch w chodzie na 50 kilometrów                                   | Signa                  | 7 marca            |
| Włochy               | Mistrzostwa Włoch w chodzie na 20 kilometrów                                   | Molfetta               | 13 czerwca         |
| Włochy               | Mistrzostwa Włoch w wielobojach                                                | Bressanone             | 17–18 lipca        |
| Włochy               | Mistrzostwa Włoch w biegu na 10 kilometrów                                     | Pordenone              | 12 września        |

## Mityngi lekkoatletyczne
- Osobny artykuł: Diamentowa Liga 2010.

## Rekordy

### Rekordy świata

#### Hala

##### Mężczyźni

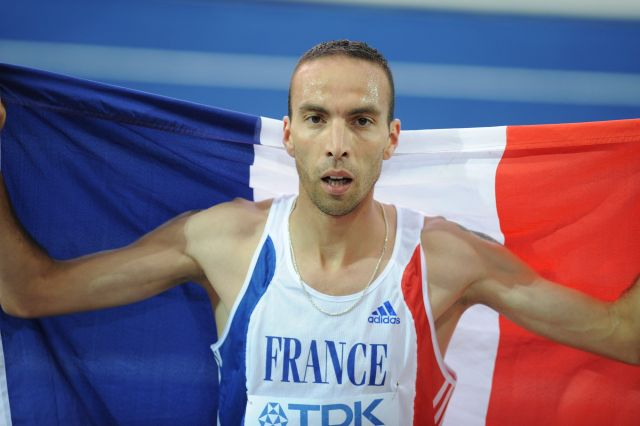
Bouabdellah Tahri ustanowił halowy rekord Europy w biegu na 5000 metrów

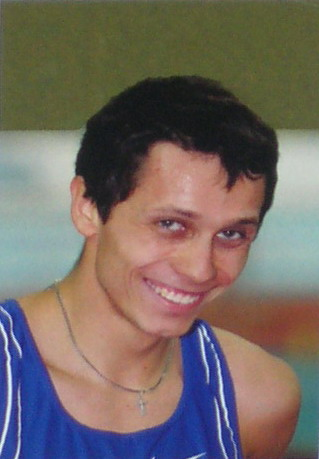
Jurij Borzakowski

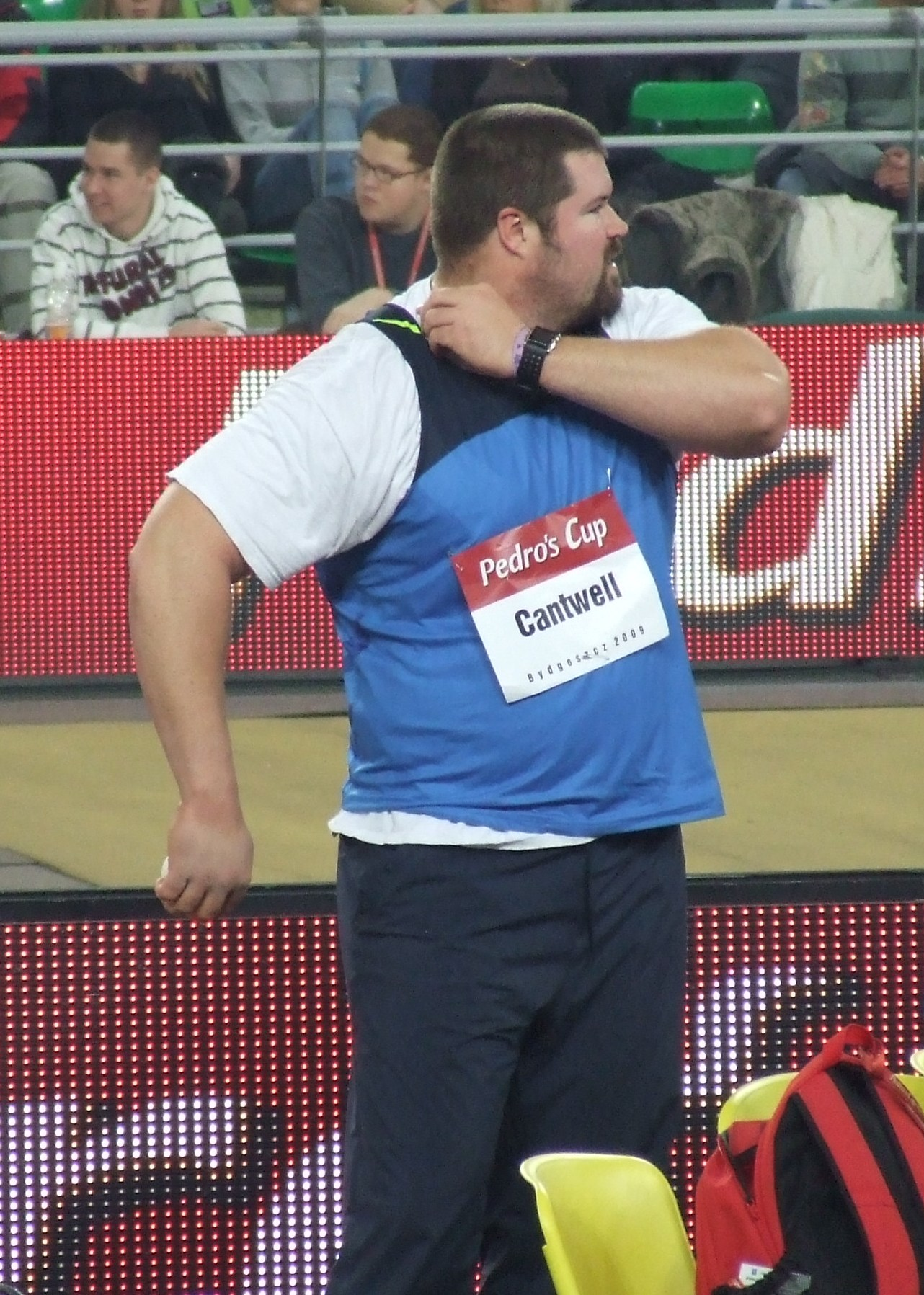
Christian Cantwell

| Konkurencja                   | Zawodnik            | Reprezentacja     | Rezultat | Miejsce      | Data      |
| ----------------------------- | ------------------- | ----------------- | -------- | ------------ | --------- |
| bieg na 2000 m z przeszkodami | Paul Kipsiele Koech | Kenia             | 5:17,04  | Gandawa      | 14 lutego |
| bieg na 400 m przez płotki    | Félix Sánchez       | Dominikana        | 49,73    | Val-de-Reuil | 6 lutego  |
| Trójskok                      | Teddy Tamgho        | Francja           | 17,90    | Doha         | 14 marca  |
| Siedmiobój lekkoatletyczny    | Ashton Eaton        | Stany Zjednoczone | 6499 pkt | Fayetteville | 13 marca  |

##### Kobiety

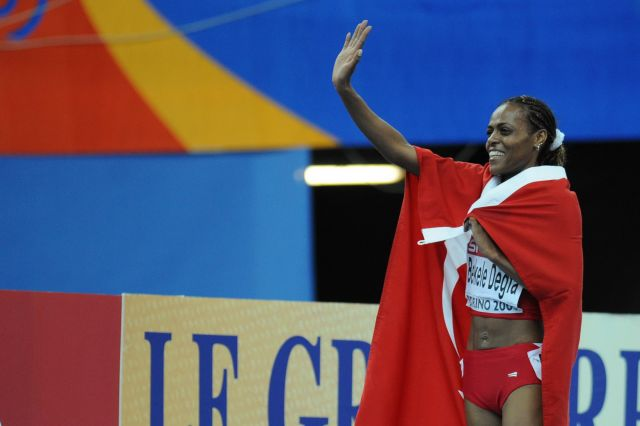
Alemitu Bekele – halowa rekordzistka Europy w biegu na 5000 m

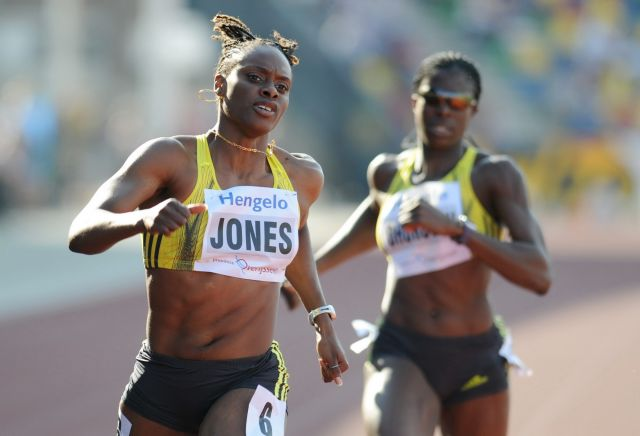
LaVerne Jones-Ferrette

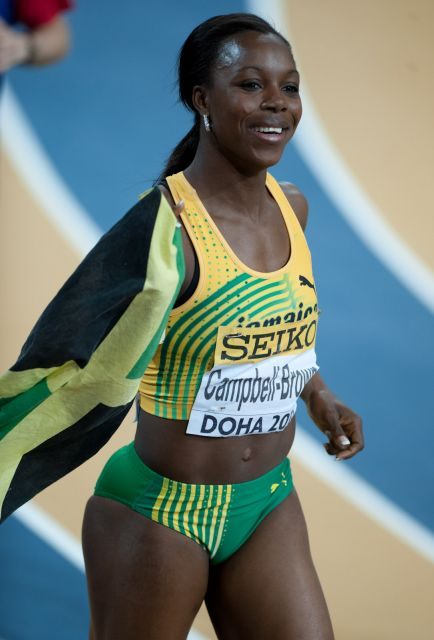
Veroncia Campbell-Brown była w 2010 najszybsza w biegach na 100 i 200 metrów

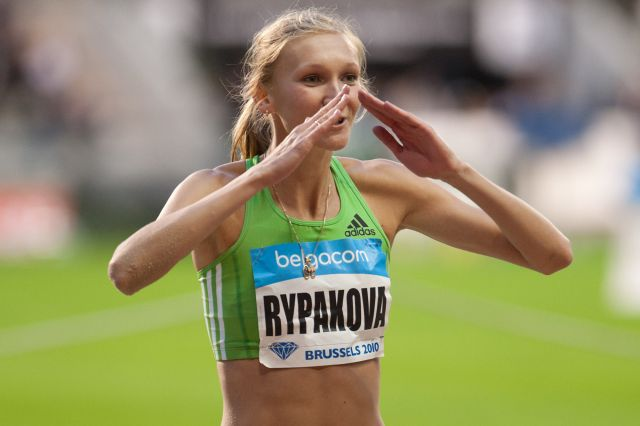
Olga Rypakowa z Kazachstanu – najlepsza trójskoczkini w 2010

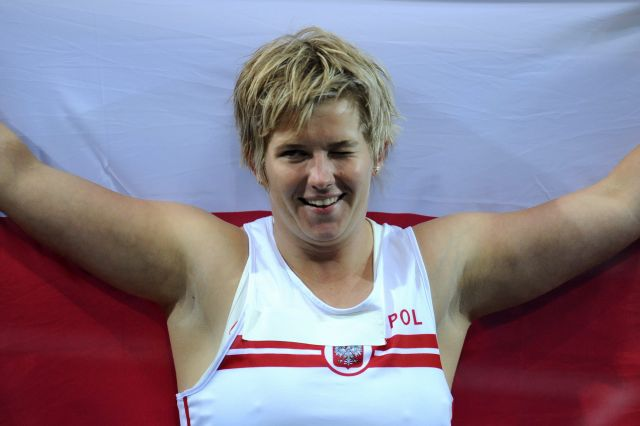
Anita Włodarczyk podczas europejskiego festiwalu lekkoatletycznego ustanowiła rekord świata w rzucie młotem

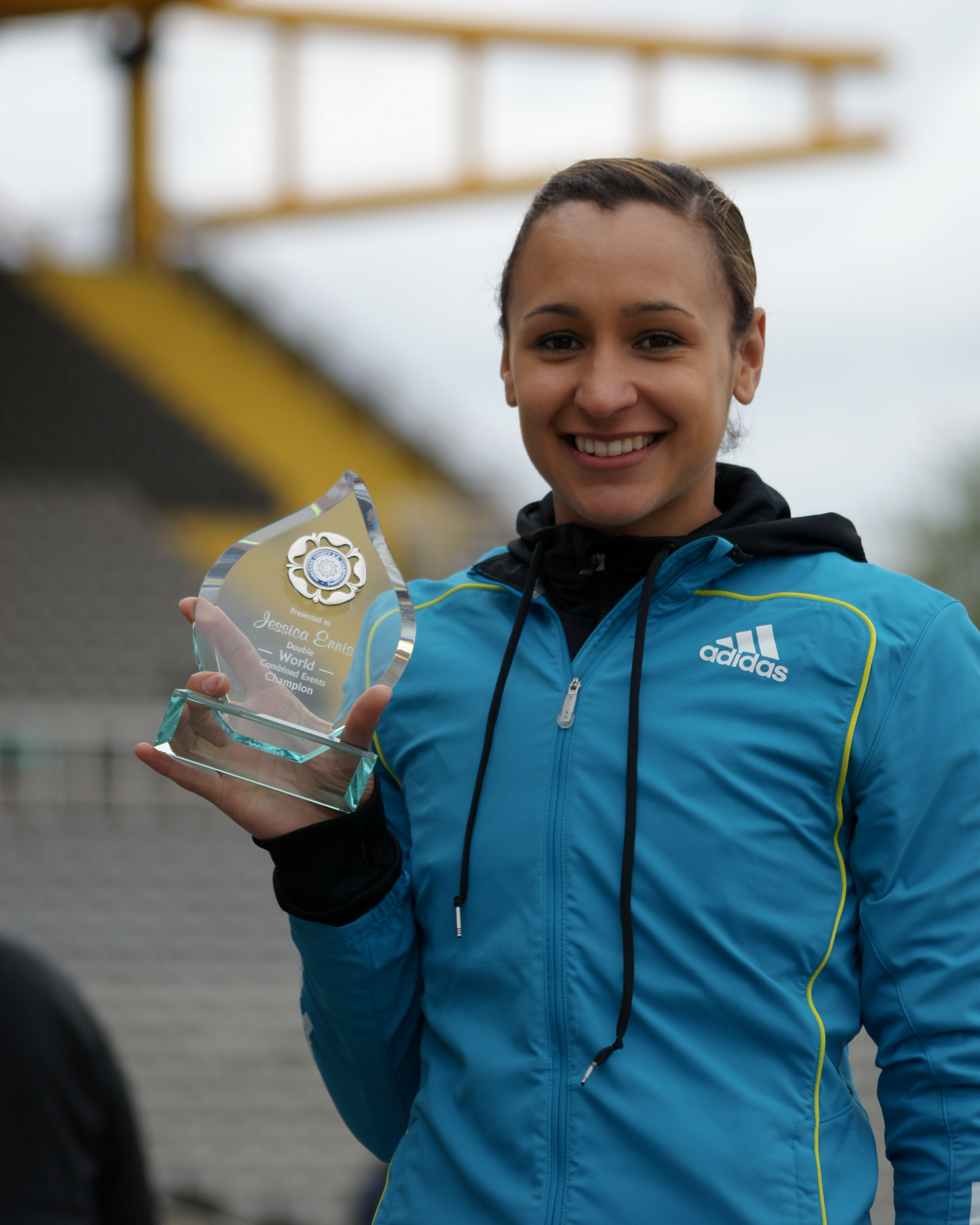
Jessica Ennis uzyskała najlepszy wynik w siedmioboju

| Konkurencja    | Zawodnik       | Reprezentacja | Rezultat | Miejsce | Data       |
| -------------- | -------------- | ------------- | -------- | ------- | ---------- |
| Chód na 5000 m | Wiera Sokołowa | Rosja         | 20:10,3  | Sarańsk | 30 grudnia |

#### Stadion

##### Mężczyźni
| Konkurencja                   | Zawodnik                    | Reprezentacja | Rezultat | Miejsce   | Data         |
| ----------------------------- | --------------------------- | ------------- | -------- | --------- | ------------ |
| Bieg na 800 m                 | David Rudisha               | Kenia         | 1:41,09  | Berlin    | 22 sierpnia  |
| Bieg na 800 m                 | David Rudisha               | Kenia         | 1:41,01  | Rieti     | 29 sierpnia  |
| Bieg na 2000 m z przeszkodami | Bouabdellah Tahri           | Francja       | 5:13,47  | Tomblaine | 25 czerwca   |
| Bieg na 2000 m z przeszkodami | Mahiedine Mekhissi-Benabbad | Francja       | 5:10,68  | Reims     | 30 czerwca   |
| Bieg na 10 km                 | Leonard Patrick Komon       | Kenia         | 26:44    | Utrecht   | 26 września  |
| Bieg na 15 km                 | Leonard Patrick Komon       | Kenia         | 41:13    | Nijmegen  | 21 listopada |
| Bieg na 20 km                 | Zersenay Tadese             | Erytrea       | 55:21    | Lizbona   | 21 marca     |
| Półmaraton                    | Zersenay Tadese             | Erytrea       | 58:23    | Lizbona   | 21 marca     |
| Bieg na 25 km                 | Samuel Kosgei               | Kenia         | 1:11:50  | Berlin    | 9 maja       |

##### Kobiety
| Konkurencja   | Zawodnik         | Reprezentacja | Rezultat | Miejsce   | Data      |
| ------------- | ---------------- | ------------- | -------- | --------- | --------- |
| Rzut młotem   | Anita Włodarczyk | Polska        | 78,30    | Bydgoszcz | 6 czerwca |
| Bieg na 25 km | Mary Keitany     | Kenia         | 1:19:53  | Berlin    | 9 maja    |

### Rekordy kontynentów

#### Afryka

##### Hala

###### Mężczyźni
| Konkurencja                   | Zawodnik            | Reprezentacja | Rezultat | Miejsce | Data      |
| ----------------------------- | ------------------- | ------------- | -------- | ------- | --------- |
| bieg na 2000 m z przeszkodami | Paul Kipsiele Koech | Kenia         | 5:17,04  | Gandawa | 14 lutego |

###### Kobiety
| Konkurencja | Zawodnik | Reprezentacja | Rezultat | Miejsce | Data |
| ----------- | -------- | ------------- | -------- | ------- | ---- |

##### Stadion

###### Mężczyźni
| Konkurencja                | Zawodnik              | Reprezentacja     | Rezultat | Miejsce        | Data         |
| -------------------------- | --------------------- | ----------------- | -------- | -------------- | ------------ |
| Bieg na 800 m              | David Rudisha         | Kenia             | 1:41,51  | Heusden-Zolder | 10 lipca     |
| Bieg na 800 m              | David Rudisha         | Kenia             | 1:41,09  | Berlin         | 22 sierpnia  |
| Bieg na 800 m              | David Rudisha         | Kenia             | 1:41,01  | Rieti          | 29 sierpnia  |
| Bieg na 300 m przez płotki | Cornel Fredericks     | Południowa Afryka | 35,15    | Parow          | 18 grudnia   |
| Bieg na 10 km              | Leonard Patrick Komon | Kenia             | 26:44    | Utrecht        | 26 września  |
| Bieg na 15 km              | Leonard Patrick Komon | Kenia             | 41:13    | Nijmegen       | 21 listopada |
| Bieg na 20 km              | Zersenay Tadese       | Erytrea           | 55:21    | Lizbona        | 21 marca     |
| Półmaraton                 | Zersenay Tadese       | Erytrea           | 58:23    | Lizbona        | 21 marca     |
| Bieg na 25 km              | Samuel Kosgei         | Kenia             | 1:11:50  | Berlin         | 9 maja       |

###### Kobiety
| Konkurencja    | Zawodnik        | Reprezentacja     | Rezultat | Miejsce | Data       |
| -------------- | --------------- | ----------------- | -------- | ------- | ---------- |
| Rzut oszczepem | Sunette Viljoen | Południowa Afryka | 66,38    | Praga   | 14 czerwca |
| Bieg na 25 km  | Mary Keitany    | Kenia             | 1:19:53  | Berlin  | 9 maja     |

#### Ameryka Południowa

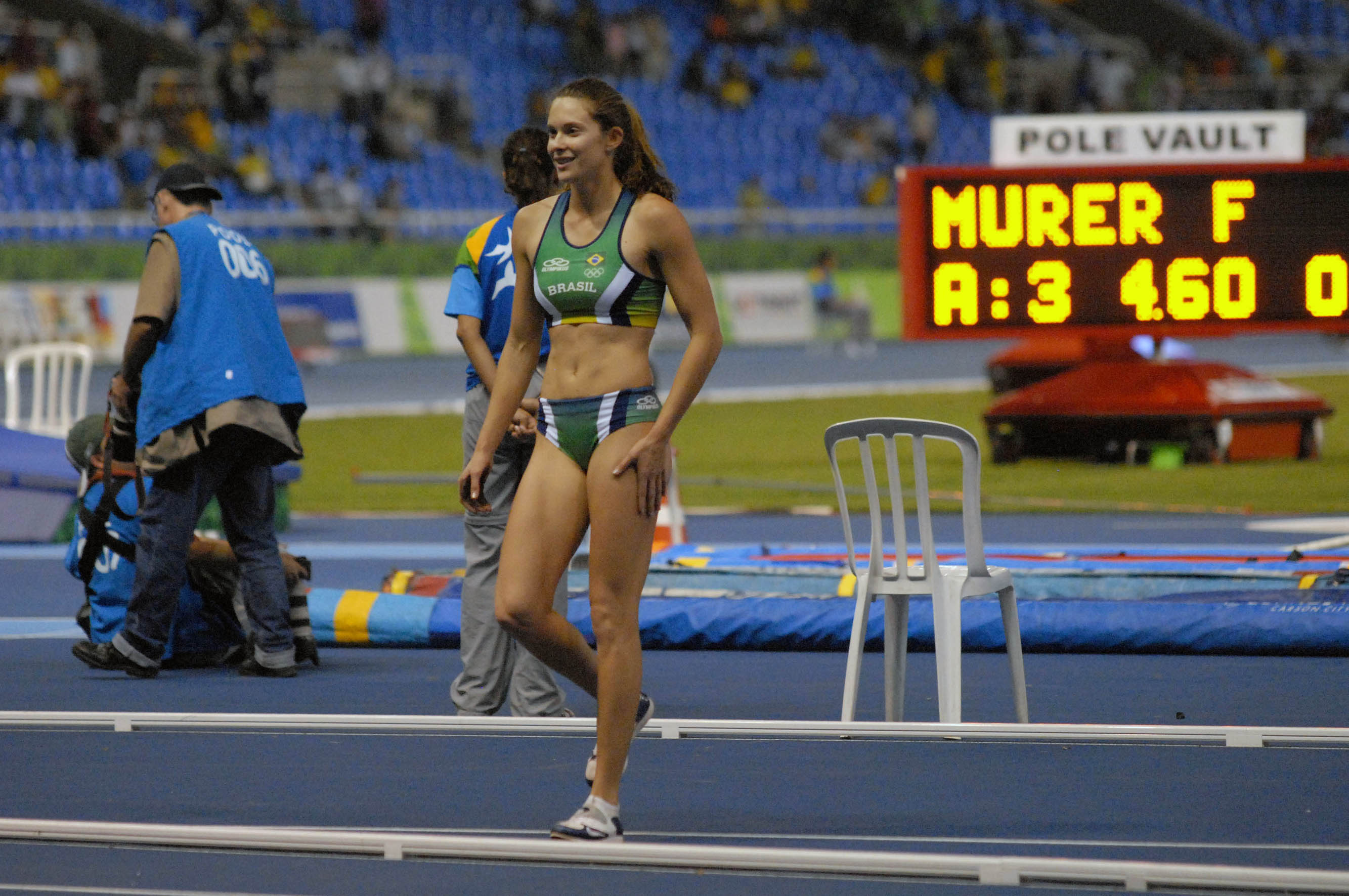
Fabiana Murer – rekordzistka Ameryki Płd. w skoku o tyczce

##### Hala

###### Mężczyźni
| Konkurencja | Zawodnik | Reprezentacja | Rezultat | Miejsce | Data |
| ----------- | -------- | ------------- | -------- | ------- | ---- |

###### Kobiety
| Konkurencja   | Zawodnik      | Reprezentacja | Rezultat | Miejsce    | Data      |
| ------------- | ------------- | ------------- | -------- | ---------- | --------- |
| Skok o tyczce | Fabiana Murer | Brazylia      | 4,81     | Stuttgart  | 6 lutego  |
| Skok o tyczce | Fabiana Murer | Brazylia      | 4,82     | Birmingham | 20 lutego |

##### Stadion

###### Mężczyźni
| Konkurencja | Zawodnik | Reprezentacja | Rezultat | Miejsce | Data |
| ----------- | -------- | ------------- | -------- | ------- | ---- |

###### Kobiety
| Konkurencja   | Zawodnik          | Reprezentacja | Rezultat | Miejsce      | Data        |
| ------------- | ----------------- | ------------- | -------- | ------------ | ----------- |
| Bieg na 100 m | Ana Cláudia Silva | Brazylia      | 11,17    | Medellín     | 20 marca    |
| Bieg na 100 m | Ana Cláudia Silva | Brazylia      | 11,15    | São Paulo    | 4 września  |
| Skok o tyczce | Fabiana Murer     | Brazylia      | 4,85     | San Fernando | 4 czerwca   |
| Rzut młotem   | Jennifer Dahlgren | Argentyna     | 73,74    | Buenos Aires | 10 kwietnia |

#### Ameryka Północna

##### hala

###### Mężczyźni
| Konkurencja                | Zawodnik      | Reprezentacja     | Rezultat | Miejsce      | Data     |
| -------------------------- | ------------- | ----------------- | -------- | ------------ | -------- |
| Bieg na 5000 m             | Bernard Lagat | Stany Zjednoczone | 13:11,50 | Boston       | 6 lutego |
| bieg na 400 m przez płotki | Félix Sánchez | Dominikana        | 49,73    | Val-de-Reuil | 6 lutego |
| Siedmiobój lekkoatletyczny | Ashton Eaton  | Stany Zjednoczone | 6499 pkt | Fayetteville | 13 marca |

###### Kobiety
| Konkurencja               | Zawodnik                                                  | Reprezentacja     | Rezultat | Miejsce | Data     |
| ------------------------- | --------------------------------------------------------- | ----------------- | -------- | ------- | -------- |
| Bieg na 60 m przez płotki | LoLo Jones                                                | Stany Zjednoczone | 7,72     | Doha    | 13 marca |
| Pięciobój lekkoatletyczny | Hyleas Fountain                                           | Stany Zjednoczone | 4753 pkt | Doha    | 13 marca |
| Sztafeta 4 × 400 m        | Debbie Dunn DeeDee Trotter Natasha Hastings Allyson Felix | Stany Zjednoczone | 3:27,34  | Doha    | 14 marca |

##### stadion

###### Mężczyźni
| Konkurencja      | Zawodnik       | Reprezentacja     | Rezultat | Miejsce  | Data        |
| ---------------- | -------------- | ----------------- | -------- | -------- | ----------- |
| Bieg na 3000 m   | Bernard Lagat  | Stany Zjednoczone | 7:29,00  | Rieti    | 29 sierpnia |
| Bieg na 5000 m   | Bernard Lagat  | Stany Zjednoczone | 12:54,12 | Oslo     | 4 czerwca   |
| Bieg na 10 000 m | Chris Solinsky | Stany Zjednoczone | 26:59,60 | Stanford | 1 maja      |

###### Kobiety
| Konkurencja    | Zawodnik     | Reprezentacja     | Rezultat | Miejsce    | Data        |
| -------------- | ------------ | ----------------- | -------- | ---------- | ----------- |
| bieg na 5000 m | Molly Huddle | Stany Zjednoczone | 14:44,76 | Bruksela   | 27 sierpnia |
| skok wzwyż     | Chaunté Lowe | Stany Zjednoczone | 2,04     | Chociebuż  | 30 maja     |
| skok wzwyż     | Chaunté Lowe | Stany Zjednoczone | 2,05     | Des Moines | 26 czerwca  |

#### Australia i Oceania

##### Hala

###### Mężczyźni
| Konkurencja    | Zawodnik         | Reprezentacja | Rezultat | Miejsce       | Data        |
| -------------- | ---------------- | ------------- | -------- | ------------- | ----------- |
| Bieg na 800 m  | Ryan Foster      | Australia     | 1:47,48  | State College | 30 stycznia |
| Bieg na 800 m  | Ryan Foster      | Australia     | 1:47,32  | Seattle       | 13 lutego   |
| Bieg na 1000 m | Ryan Foster      | Australia     | 2:19,60  | State College | 16 stycznia |
| Skok w dal     | Fabrice Lapierre | Australia     | 8,19     | Doha          | 12 marca    |

###### Kobiety
| Konkurencja    | Zawodnik     | Reprezentacja | Rezultat | Miejsce | Data     |
| -------------- | ------------ | ------------- | -------- | ------- | -------- |
| Pchnięcie kulą | Valerie Vili | Nowa Zelandia | 20,49    | Doha    | 14 marca |

##### Stadion

###### Mężczyźni
| Konkurencja    | Zawodnik       | Reprezentacja | Rezultat | Miejsce | Data       |
| -------------- | -------------- | ------------- | -------- | ------- | ---------- |
| Bieg na 1500 m | Ryan Gregson   | Australia     | 3:31,06  | Monako  | 22 lipca   |
| Rzut dyskiem   | Benn Harradine | Australia     | 66,45    | Split   | 5 września |

#### Azja

##### Hala

###### Mężczyźni
| Konkurencja    | Zawodnik           | Reprezentacja | Rezultat | Miejsce    | Data     |
| -------------- | ------------------ | ------------- | -------- | ---------- | -------- |
| Bieg na 5000 m | Essa Ismail Rashed | Katar         | 13:19,10 | Düsseldorf | 3 lutego |
| Skok w dal     | Su Xiongfeng       | Chiny         | 8,27     | Nankin     | 11 marca |

###### Kobiety
| Konkurencja  | Zawodnik           | Reprezentacja | Rezultat | Miejsce    | Data      |
| ------------ | ------------------ | ------------- | -------- | ---------- | --------- |
| Bieg na milę | Maryam Yusuf Jamal | Bahrajn       | 4:24,71  | Birmingham | 20 lutego |
| Trójskok     | Olga Rypakowa      | Kazachstan    | 15,14    | Doha       | 13 marca  |

##### Stadion

###### Mężczyźni
| Konkurencja      | Zawodnik         | Reprezentacja | Rezultat | Miejsce | Data        |
| ---------------- | ---------------- | ------------- | -------- | ------- | ----------- |
| Chód na 10 000 m | Kōichirō Morioka | Japonia       | 39:07,84 | Niigata | 25 września |
| Chód na 10 km    | Chu Yafei        | Chiny         | 38:40    | Kraków  | 29 maja     |
| Chód na 10 km    | Wang Zhen        | Chiny         | 37:44    | Pekin   | 18 września |

###### Kobiety
| Konkurencja | Zawodnik      | Reprezentacja | Rezultat | Miejsce | Data       |
| ----------- | ------------- | ------------- | -------- | ------- | ---------- |
| Trójskok    | Olga Rypakowa | Kazachstan    | 15,25    | Split   | 4 września |

#### Europa

##### Hala

###### Mężczyźni
| Konkurencja                   | Zawodnik           | Reprezentacja | Rezultat | Miejsce      | Data        |
| ----------------------------- | ------------------ | ------------- | -------- | ------------ | ----------- |
| Bieg na 2000 m                | Sergio Sánchez     | Hiszpania     | 4:52,90  | Oviedo       | 23 stycznia |
| Bieg na 400 m przez płotki    | Sébastien Maillard | Francja       | 50,47    | Val-de-Reuil | 6 lutego    |
| Bieg na 3000 m                | Sergio Sánchez     | Hiszpania     | 7:32,41  | Walencja     | 13 lutego   |
| Bieg na 5000 m                | Bouabdellah Tahri  | Francja       | 13:11,13 | Metz         | 14 lutego   |
| Bieg na 2000 m z przeszkodami | Andriej Farnosow   | Rosja         | 5:21,56  | Gandawa      | 14 lutego   |
| Bieg na 300 m                 | Leslie Djhone      | Francja       | 32,47    | Liévin       | 5 marca     |
| Trójskok                      | Teddy Tamgho       | Francja       | 17,90    | Doha         | 14 marca    |

###### Kobiety
| Konkurencja    | Zawodnik       | Reprezentacja | Rezultat | Miejsce   | Data       |
| -------------- | -------------- | ------------- | -------- | --------- | ---------- |
| Bieg na 5000 m | Alemitu Bekele | Turcja        | 14:46,44 | Sztokholm | 10 lutego  |
| Chód na 5000 m | Wiera Sokołowa | Rosja         | 20:10,3  | Sarańsk   | 30 grudnia |

##### Stadion

###### Mężczyźni
| Konkurencja                   | Zawodnik                    | Reprezentacja | Rezultat | Miejsce   | Data       |
| ----------------------------- | --------------------------- | ------------- | -------- | --------- | ---------- |
| Bieg na 2000 m z przeszkodami | Bouabdellah Tahri           | Francja       | 5:13,47  | Tomblaine | 25 czerwca |
| Bieg na 2000 m z przeszkodami | Mahiedine Mekhissi-Benabbad | Francja       | 5:10,68  | Reims     | 30 czerwca |

###### Kobiety
| Konkurencja | Zawodnik         | Reprezentacja | Rezultat | Miejsce   | Data      |
| ----------- | ---------------- | ------------- | -------- | --------- | --------- |
| Rzut młotem | Anita Włodarczyk | Polska        | 78,30    | Bydgoszcz | 6 czerwca |

## Nagrody

### Mężczyźni
| Plebiscyt                           | Zwycięzca           |
| ----------------------------------- | ------------------- |
| IAAF World Athlete of the Year      | David Rudisha       |
| Track & Field Athlete of the Year   | David Rudisha       |
| European Athlete of the Year Trophy | Christophe Lemaitre |
| European Athletics Rising Star      | Teddy Tamgho        |

### Kobiety
| Plebiscyt                           | Zwycięzca       |
| ----------------------------------- | --------------- |
| IAAF World Athlete of the Year      | Blanka Vlašić   |
| Track & Field Athlete of the Year   | Blanka Vlašić   |
| European Athlete of the Year Trophy | Blanka Vlašić   |
| European Athletics Rising Star      | Sandra Perković |

## Tabele światowe

### Sezon halowy
Poniższe tabele prezentują najlepsze rezultaty uzyskane w poszczególnych konkurencjach w sezonie halowym 2010.

#### Mężczyźni
| Konkurencja                   | Rezultat   | Zawodnik            |
| ----------------------------- | ---------- | ------------------- |
| Bieg na 60 m                  | 6,48       | Dwain Chambers      |
| Bieg na 200 m                 | 20,38      | Curtis Mitchell     |
| Bieg na 400 m                 | 45,03      | Torrin Lawrence     |
| Bieg na 800 m                 | 1:45,77    | Jurij Borzakowski   |
| Bieg na 1000 m                | 2:19,60    | Ryan Foster         |
| Bieg na 1500 m                | 3:33,10    | Deresse Mekonnen    |
| Bieg na milę                  | 3:55,26    | Nick Willis         |
| Bieg na 3000 m                | 7:31,75    | Augustine Choge     |
| Bieg na 5000 m                | 13:02,95   | Paul Kipsiele Koech |
| Bieg na 60 m przez płotki     | 7,41       | Terrence Trammell   |
| Bieg na 2000 m z przeszkodami | 5:17,04 WR | Paul Kipsiele Koech |
| Bieg na 400 m przez płotki    | 49,73 WR   | Félix Sánchez       |
| Skok wzwyż                    | 2,38       | Iwan Uchow          |
| Skok o tyczce                 | 6,01       | Steve Hooker        |
| Skok w dal                    | 8,27       | Su Xiongfeng        |
| Trójskok                      | 17,90 WR   | Teddy Tamgho        |
| Pchnięcie kulą                | 21,95      | Christian Cantwell  |
| Siedmiobój                    | 6499 pkt   | Ashton Eaton        |
| Chód na 5000 m                | 18:46,49   | Alex Schwazer       |

#### Kobiety
| Konkurencja               | Rezultat | Zawodnik               |
| ------------------------- | -------- | ---------------------- |
| Bieg na 60 m              | 6,97     | LaVerne Jones-Ferrette |
| Bieg na 200 m             | 22,98    | Shavon Greaves         |
| Bieg na 400 m             | 50,54    | Francena McCorory      |
| Bieg na 800 m             | 1:58,26  | Marija Sawinowa        |
| Bieg na 1000 m            | 2:36,07  | Marija Sawinowa        |
| Bieg na 1500 m            | 4:03,28  | Kalkidan Gezahegne     |
| Bieg na milę              | 4:23,53  | Gelete Burka           |
| Bieg na 3000 m            | 8:24,46  | Meseret Defar          |
| Bieg na 5000 m            | 14:24,79 | Meseret Defar          |
| Bieg na 60 m przez płotki | 7,72     | LoLo Jones             |
| Skok wzwyż                | 2,06     | Blanka Vlašić          |
| Skok o tyczce             | 4,85     | Jelena Isinbajewa      |
| Skok w dal                | 6,89     | Brittney Reese         |
| Trójskok                  | 15,14    | Olga Rypakowa          |
| Pchnięcie kulą            | 21,70    | Nadzieja Astapczuk     |
| Pięciobój                 | 4937     | Jessica Ennis          |
| Chód na 3000 m            | 12:32,11 | Vera Santos            |

### Sezon letni

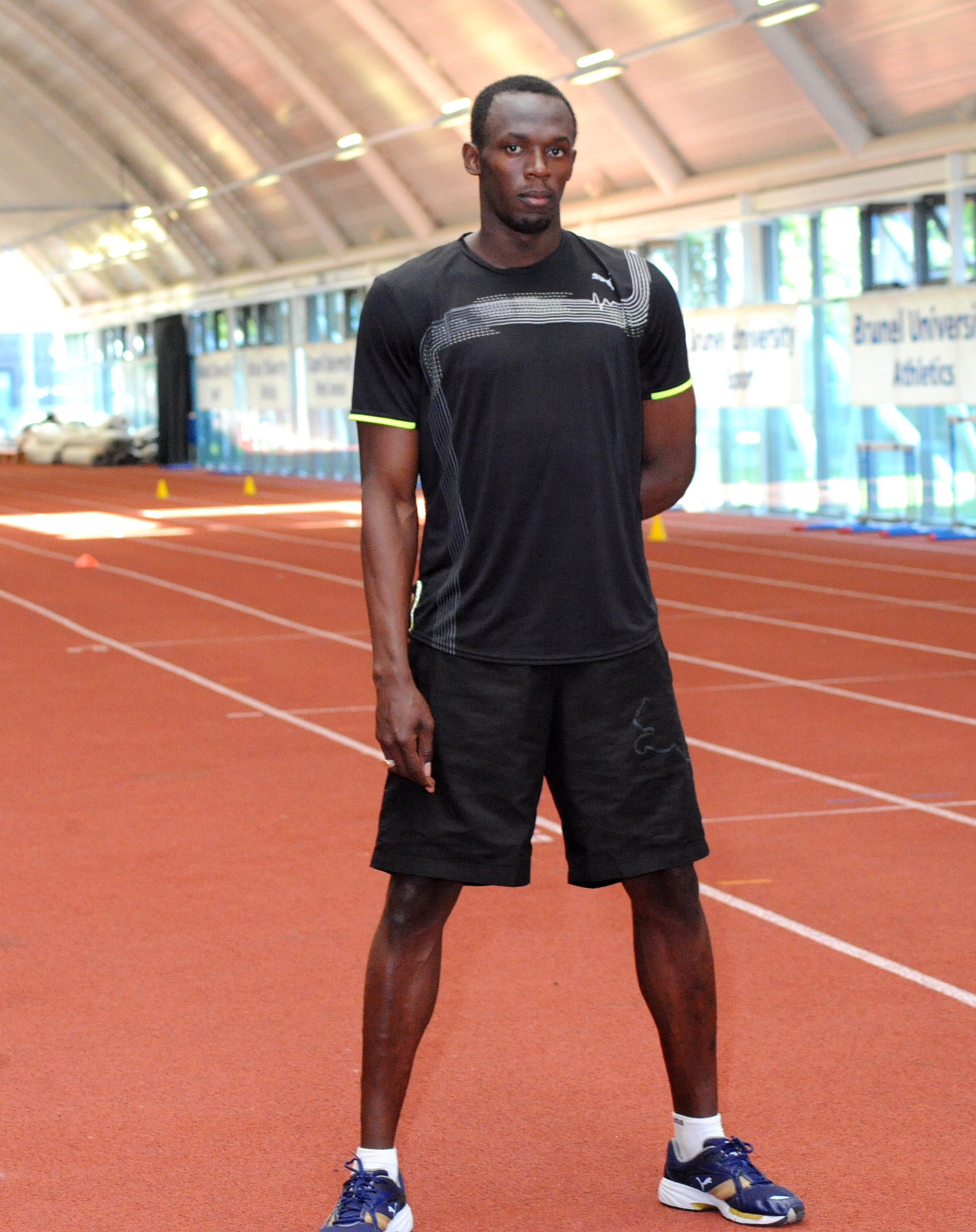
Usain Bolt był w 2010 najszybszy w biegu na 200 metrów

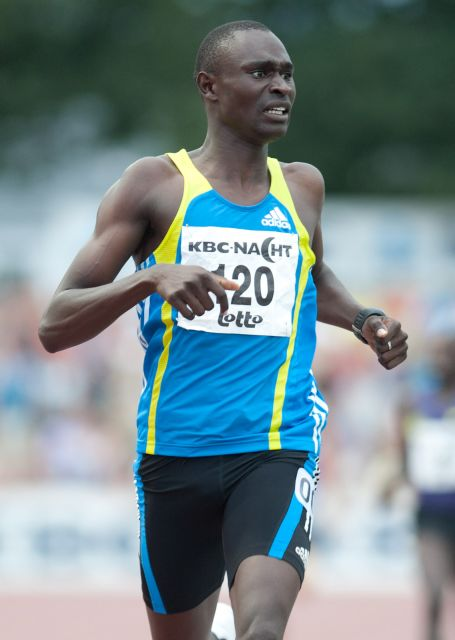
David Rudisha dwa razy poprawiał rekord świata w biegu na 800 metrów

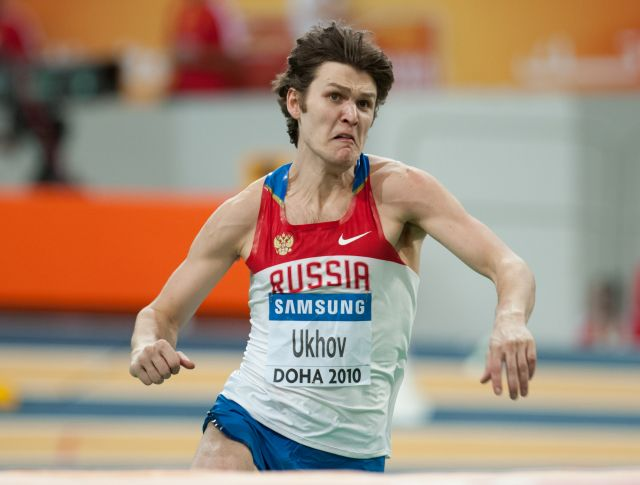
Iwan Uchow skacząc w Opolu 2,36 został liderem tabel w skoku wzwyż

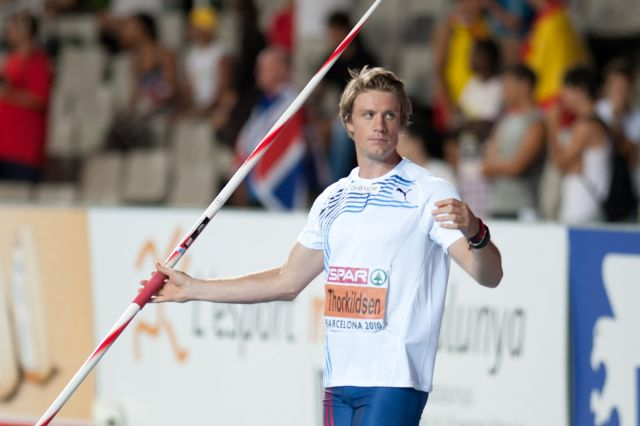
Andreas Thorkildsen uzyskał najlepszy wynik w rzucie oszczepem

Poniższe tabele prezentują najlepsze rezultaty uzyskane w poszczególnych konkurencjach w sezonie letnim

#### Mężczyźni
| Konkurencja                   | Rezultat   | Zawodnik                                                                                |
| ----------------------------- | ---------- | --------------------------------------------------------------------------------------- |
| Bieg na 100 m                 | 9,78       | Tyson Gay Nesta Carter                                                                  |
| Bieg na 200 m                 | 19,56      | Usain Bolt                                                                              |
| Bieg na 400 m                 | 44,13      | Jeremy Wariner                                                                          |
| Bieg na 800 m                 | 1:41,01 WR | David Rudisha                                                                           |
| Bieg na 1000 m                | 2:13,62    | Abubaker Kaki Khamis                                                                    |
| Bieg na 1500 m                | 3:39,27    | Silas Kiplagat                                                                          |
| Bieg na milę                  | 3:49,56    | Asbel Kiprop                                                                            |
| Bieg na 2000 m                | 5:01,25    | Tariku Bekele                                                                           |
| Bieg na 3000 m                | 7:28,70    | Tariku Bekele                                                                           |
| Bieg na 5000 m                | 12:51,21   | Eliud Kipchoge                                                                          |
| Bieg na 10 000 m              | 26:56,74   | Josphat Kiprono Menjo                                                                   |
| Bieg na 10 km                 | 26:44      | Leonard Komon                                                                           |
| Bieg na 15 km                 | 41:13      | Leonard Komon                                                                           |
| Bieg na 20 km                 | 55:21      | Zersenay Tadese                                                                         |
| Półmaraton                    | 58:23 WR   | Zersenay Tadese                                                                         |
| Bieg na 25 km                 | 1:11:50    | Samuel Kiplimo Kosgei                                                                   |
| Bieg na 30 km                 | 1:28:46    | Tsegay Kebede                                                                           |
| Maraton                       | 2:04:48    | Patrick Makau Musyoki                                                                   |
| Bieg na 110 m przez płotki    | 12,89      | David Oliver                                                                            |
| Bieg na 400 m przez płotki    | 47,32      | Bershawn Jackson                                                                        |
| Bieg na 3000 m z przeszkodami | 8:00,90    | Brimin Kipruto                                                                          |
| Sztafeta 4 × 100 m            | 37,45      | Stany Zjednoczone · Trell Kimmons · Wallace Spearmon · Tyson Gay · Mike Rodgers         |
| Sztafeta 4 × 200 m            | 1:20,38    | University of Florida Tony McQuay Jeremy Hall Terrell Wilks Calvin Smith                |
| Sztafeta 4 × 400 m            | 2:58,83    | Stany Zjednoczone – U23 · LeJerald Betters · O’Neal Wilder · Joey Hughes · Tavaris Tate |
| Sztafeta 4 × 800 m            | 7:15,38    | University of Virginia Alex Bowman Lance Roller Steve Finley Robby Andrews              |
| Chód na 20 000 m              | 1:23:41,4  | James Rendón                                                                            |
| Chód na 20 km                 | 1:18:24    | Alex Schwazer                                                                           |
| Chód na 50 km                 | 3:40:37    | Yohann Diniz                                                                            |
| Skok wzwyż                    | 2,36       | Iwan Uchow                                                                              |
| Skok o tyczce                 | 5,95       | Steve Hooker                                                                            |
| Skok w dal                    | 8,47       | Christian Reif                                                                          |
| Trójskok                      | 17,98      | Teddy Tamgho                                                                            |
| Pchnięcie kulą                | 22,41      | Christian Cantwell                                                                      |
| Rzut dyskiem                  | 71,45      | Gerd Kanter                                                                             |
| Rzut młotem                   | 80,99      | Kōji Murofushi                                                                          |
| Rzut oszczepem                | 90,37      | Andreas Thorkildsen                                                                     |
| Dziesięciobój                 | 8483 pkt.  | Bryan Clay                                                                              |

#### Kobiety
| Konkurencja                   | Rezultat  | Zawodnik                                                                                   |
| ----------------------------- | --------- | ------------------------------------------------------------------------------------------ |
| Bieg na 100 m                 | 10,78     | Veronica Campbell-Brown                                                                    |
| Bieg na 200 m                 | 21,98     | Veronica Campbell-Brown                                                                    |
| Bieg na 400 m                 | 49,64     | Debbie Dunn                                                                                |
| Bieg na 800 m                 | 1:57,34   | Alysia Johnson                                                                             |
| Bieg na 1000 m                | 2:38,76   | Lenka Masná                                                                                |
| Bieg na 1500 m                | 3:57,65   | Anna Alminowa                                                                              |
| Bieg na milę                  | 4:32,45   | Nicole Edwards                                                                             |
| Bieg na 2000 m                | 5:41,55   | Renata Pliś                                                                                |
| Bieg na 3000 m                | 8:28,41   | Sentayehu Ejigu                                                                            |
| Bieg na 5000 m                | 14:27,41  | Vivian Cheruiyot                                                                           |
| Bieg na 10 000 m              | 31:04,52  | Meselech Melkamu                                                                           |
| Bieg na 10 km                 | 30:45     | Lineth Chepkurui                                                                           |
| Bieg na 15 km                 | 47:48     | Peninah Jerop Arusei                                                                       |
| Bieg na 20 km                 | 1:03:47   | Mare Dibaba                                                                                |
| Półmaraton                    | 1:07:07   | Elvan Abeylegesse                                                                          |
| Bieg na 25 km                 | 1:19:53   | Mary Jepkosgei Keitany                                                                     |
| Bieg na 30 km                 | 1:39:28   | Atsede Baysa                                                                               |
| Maraton                       | 2:20:25   | Lilija Szobuchowa                                                                          |
| Bieg na 100 m przez płotki    | 12,52     | Priscilla Lopes-Schliep                                                                    |
| Bieg na 400 m przez płotki    | 52,82     | Lashinda Demus                                                                             |
| Bieg na 3000 m z przeszkodami | 9:11,71   | Milcah Chemos Cheywa                                                                       |
| Sztafeta 4 × 100 m            | 42,29     | Ukraina · Ołesia Powch · Natalija Pohrebniak · Marija Riemień · Jelizaweta Bryzhina        |
| Sztafeta 4 × 200 m            | 1:29,42   | Texas A&M University Jeneba Tarmoh Dominique Duncan Jessica Beard Porscha Lucas            |
| Sztafeta 4 × 400 m            | 3:21,26   | Rosja · Tatjana Firowa · Anastasija Kapaczinska · Antonina Kriwoszapka · Ksienija Ustałowa |
| Sztafeta 4 × 800 m            | 8:18,22   | University of Tennessee Kimarra McDonald Chanelle Price Brittany Sheffey Phoebe Wright     |
| Chód na 10 000 m              | 42:40,33  | Beatriz Pascual                                                                            |
| Chód na 10 km                 | 41:53     | Tatina Sibilewa                                                                            |
| Chód na 20 km                 | 1:25:11   | Anisia Kirdiapkina                                                                         |
| Skok wzwyż                    | 2,05      | Blanka Vlašić Chaunté Howard                                                               |
| Skok o tyczce                 | 4,89      | Jennifer Stuczynski                                                                        |
| Skok w dal                    | 7,13      | Olga Kuczerienko                                                                           |
| Trójskok                      | 15,25     | Olga Rypakowa                                                                              |
| Pchnięcie kulą                | 20,95     | Nadzieja Astapczuk                                                                         |
| Rzut dyskiem                  | 67,78     | Nadine Müller                                                                              |
| Rzut młotem                   | 78,30 WR  | Anita Włodarczyk                                                                           |
| Rzut oszczepem                | 68,89     | Marija Abakumowa                                                                           |
| Siedmiobój                    | 6823 pkt. | Jessica Ennis                                                                              |

## Zgony

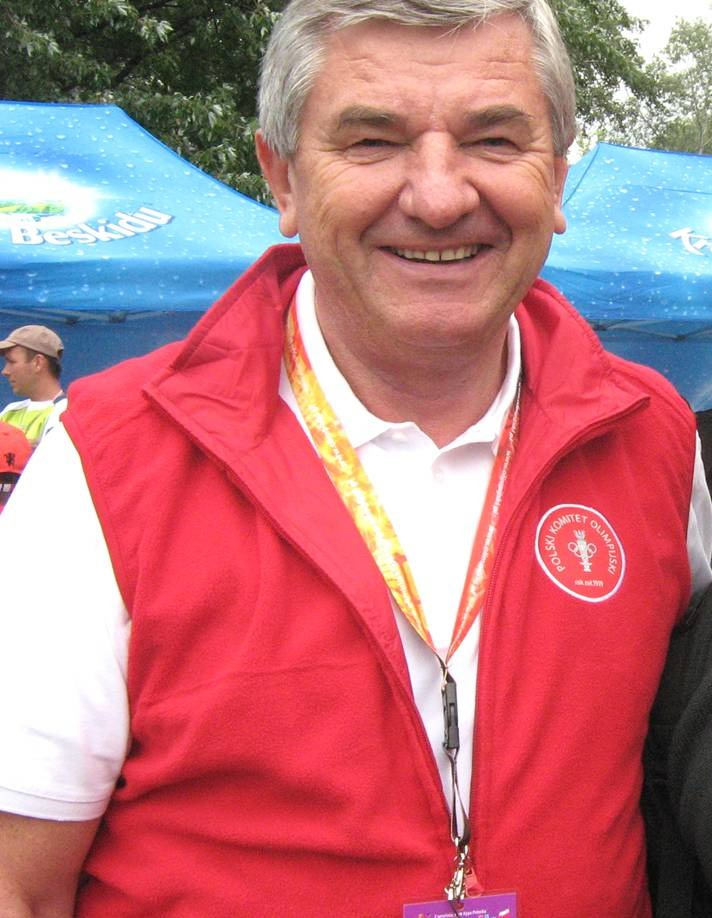
Piotr Nurowski zginął w katastrofie polskiego Tu-154 w Smoleńsku

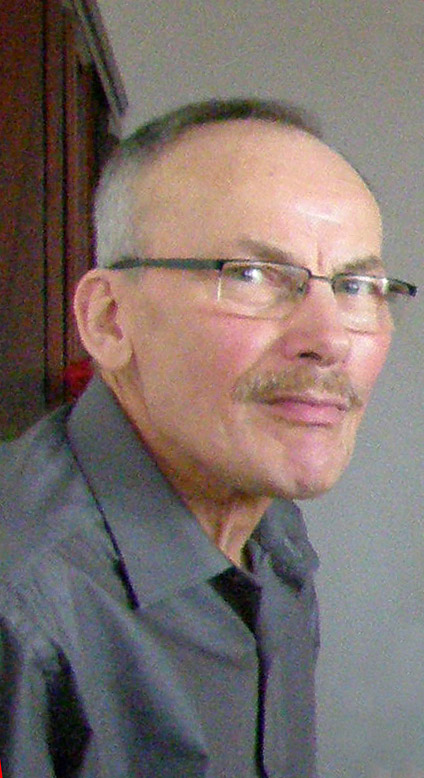
Eugeniusz Biskupski zmarł 10 września

| Imię i nazwisko              | Wiek  | Data śmierci            | Źródło                          |
| ---------------------------- | ----- | ----------------------- | ------------------------------- |
| Guðmundur Lárusson           | 84    | 14 stycznia(dts) br     | [ 271 ] [ 272 ]                 |
| Günter Mielke                | 67    | 18 stycznia(dts) br     | [ 273 ] [ 274 ]                 |
| Peter Curry                  | 88    | 25 stycznia(dts) br     | [ 275 ]                         |
| Ajmer Singh                  | 69    | 27 stycznia(dts) br     | [ 276 ] [ 277 ]                 |
| Wilfriede Hoffmann           | 77    | 28 stycznia(dts) br     | [ 278 ]                         |
| Tan Eng Yoon                 | 82    | 30 stycznia(dts) br     | [ 279 ]                         |
| Jaap van der Poll            | 95    | 1 lutego(dts) br        | [ 280 ]                         |
| Kipkemboi Kimeli             | 43    | 6 lutego(dts) br        | [ 281 ] [ 282 ]                 |
| Abdul Karim Amu              | 76    | 9 lutego(dts) br        | [ 283 ]                         |
| Paavo Toivari                | 93    | 11 lutego(dts) br       | [ 284 ]                         |
| Helge Perälä                 | 94    | 13 lutego(dts) br       | [ 285 ] [ 286 ]                 |
| David Lelei                  | 38    | 17 lutego(dts) br       | [ 287 ]                         |
| Luigi Ulivelli               | 74    | 17 lutego(dts) br       | [ 288 ]                         |
| Delmo da Silva               | 55    | 24 lutego(dts) br       | [ 289 ]                         |
| Roger Veeser                 | 90    | 27 lutego(dts) br       | [ 290 ]                         |
| Zsigmond Nagy                | 72    | 1 marca(dts) br         | [ 291 ]                         |
| Clifton Forbes               | 64    | 1 marca(dts) br         | [ 292 ]                         |
| Paul Drayton                 | 70    | 2 marca(dts) br         | [ 293 ]                         |
| Ragnar Ericzon               | 83    | 5 marca(dts) br         | [ 294 ]                         |
| Jean Kerebel                 | 91    | 9 marca(dts) br         | [ 295 ]                         |
| Ricardo Vidal                | 79    | 9 marca(dts) br         | [ 296 ]                         |
| Ian Sinfield                 | 75    | 12 marca(dts) br        | [ 297 ] [ 298 ]                 |
| Janet Simpson                | 65    | 14 marca(dts) br        | [ 299 ]                         |
| Gumersindo Gómez             | 81    | 14 marca(dts) br        | [ 300 ]                         |
| Jean-François Brisson        | 91    | 15 marca(dts) br        | [ 301 ]                         |
| Juan Adolfo Turri            | 59    | 16 marca(dts) br        | [ 302 ]                         |
| Wayne Collett                | 60    | 17 marca(dts) br        | [ 303 ] [ 304 ] [ 305 ]         |
| Aleksander Mańkowski         | 85    | 19 marca(dts) br        | [ 306 ]                         |
| Kyohei Ushio                 | 75    | 25 marca(dts) br        | [ 307 ]                         |
| Martin Řehák                 | 76    | 25 marca(dts) br        | [ 308 ]                         |
| Jim Lea                      | 77    | 27 marca(dts) br        | [ 309 ]                         |
| Verna Johnston               | 80    | 4 kwietnia(dts) br      | [ 310 ]                         |
| Vic Frank                    | 83    | 6 kwietnia(dts) br      | [ 311 ]                         |
| Piotr Nurowski               | 64    | 10 kwietnia(dts) br     | [ 312 ]                         |
| Frances Kaszubski            | 93    | 11 kwietnia(dts) br     | [ 313 ]                         |
| Ryszard Ksieniewicz          | 76    | 14 kwietnia(dts) br     | [ 314 ]                         |
| Sándor Jakabfy               | 78    | kwietnia(dts) br        | [ 315 ]                         |
| Ronald Miller                | 80    | 18 kwietnia(dts) br     | [ 316 ]                         |
| Paul Engo                    | 78    | 26 kwietnia(dts) br     | [ 317 ]                         |
| Audrey Williamson            | 83    | 29 kwietnia(dts) br     | [ 318 ]                         |
| Romain Poté                  | 74    | 6 maja(dts) br          | [ 319 ] [ 320 ]                 |
| Teruji Kogake                | 77    | 9 maja(dts) br          | [ 321 ] [ 322 ]                 |
| Charlie Francis              | 61    | 12 maja(dts) br         | [ 323 ]                         |
| Syd Luyt                     | 84    | 4 czerwca(dts) br       | [ 324 ]                         |
| Ray Smith                    | 80    | 4 czerwca(dts) br       | [ 325 ]                         |
| Bill Ashenfelter             | 85    | 4 czerwca(dts) br       | [ 326 ]                         |
| Albert Webster               | 85    | 20 czerwca(dts) br      | [ 327 ]                         |
| Don Vélez                    | 62    | 11 lipca(dts) br        | [ 328 ]                         |
| Elizabeth Müller             | 84    | 12 lipca(dts) br        | [ 329 ]                         |
| Giulio Chiesa                | 82    | 14 lipca(dts) br        | [ 330 ]                         |
| Bernhard Nermerich           | 71    | 14 lipca(dts) br        | [ 331 ] [ 332 ]                 |
| Jan Bąkowski                 | 91    | 14 lipca(dts) br        | [ 333 ]                         |
| Tom Gage                     | 67    | 15 lipca(dts) br        | [ 334 ]                         |
| Ans Panhorst-Niesink         | 91    | 25 lipca(dts) br        | [ 335 ] [ 336 ]                 |
| Lech Boguszewicz             | 71    | 9 sierpnia(dts) br      | [ 337 ] [ 338 ] [ 339 ]         |
| Antonio Pettigrew            | 42    | 9 sierpnia(dts) br      | [ 340 ] [ 341 ] [ 342 ] [ 343 ] |
| Janet Ruff                   | 73    | 17 sierpnia(dts) br     | [ 344 ]                         |
| Harold Connolly              | 79    | 18 sierpnia(dts) br     | [ 346 ]                         |
| Frank Baumgartl              | 55    | 26 sierpnia(dts) br     | [ 347 ]                         |
| Dejene Berhanu               | 29    | 29 sierpnia(dts) br     | [ 348 ]                         |
| Witold Dudziak               | 76    | 30 sierpnia(dts) br     | [ 349 ]                         |
| Gabuh bin Piging             | 78    | 31 sierpnia(dts) br     | [ 350 ]                         |
| Curt Söderberg               | 83    | 1 września(dts) br      | [ 351 ]                         |
| Eugeniusz Biskupski          | 62    | 10 września(dts) br     | [ 352 ]                         |
| Taavi Peetre                 | 27    | 11 września(dts) br     | [ 353 ]                         |
| Erik Rönnholm                | 86    | 15 września(dts) br     | [ 354 ]                         |
| Werner Hardmo                | 93    | 16 września(dts) br     | [ 355 ]                         |
| James Dillion                | 81    | 16 września(dts) br     | [ 356 ]                         |
| Paweł Lorens                 | 52    | 23 września(dts) br     | [ 357 ] [ 358 ]                 |
| John Daukom                  | 72/73 | 28 września(dts) br     | [ 359 ]                         |
| James Fuchs                  | 82    | 8 października(dts) br  | [ 360 ] [ 361 ] [ 362 ]         |
| Maria Chełchowska-Słowik     | 83/84 | 10 października(dts) br | [ 363 ]                         |
| Raymond Kintziger            | 87    | 10 października(dts) br | [ 364 ]                         |
| Stig Lindberg                | 79    | 11 października(dts) br | [ 365 ]                         |
| Doug Wilson                  | 90    | 18 października(dts) br | [ 366 ]                         |
| Peter Cullen                 | 78    | października(dts) br    | [ 367 ] [ 368 ]                 |
| Alex Oakley                  | 84    | 24 października(dts) br | [ 369 ]                         |
| Jerzy Kozłowski              | 80    | 27 października(dts) br | [ 370 ]                         |
| Jaroslava Křítková-Komárková | 83    | 26 października(dts) br | [ 371 ]                         |
| Max Barandun                 | 68    | 31 października(dts) br | [ 372 ] [ 373 ]                 |
| Manfred Bock                 | 69    | 31 października(dts) br | [ 374 ]                         |
| Sumiko Watanabe              | 95    | 2 listopada(dts) br     | [ 375 ]                         |
| Bob Chambers                 | 83    | 6 listopada(dts) br     | [ 376 ]                         |
| Chris Goudge                 | 75    | 7 listopada(dts) br     | [ 377 ]                         |
| Andreas Kirchner             | 57    | 10 listopada(dts) br    | [ 378 ] [ 379 ]                 |
| Wes Santee                   | 78    | 14 listopada(dts) br    | [ 380 ]                         |
| Lars Ylander                 | 82    | 16 listopada(dts) br    | [ 381 ] [ 382 ]                 |
| Bob Wheeler                  | 58    | 19 listopada(dts) br    | [ 383 ]                         |
| Maud Sundberg                | 98    | 30 listopada(dts) br    | [ 384 ]                         |
| Lauri Tamminen               | 91    | 2 grudnia(dts) br       | [ 385 ]                         |
| Józef Auksztulewicz          | 80    | 2 grudnia(dts) br       | [ 386 ]                         |
| Birthe Nielsen               | 84    | 4 grudnia(dts) br       | [ 387 ]                         |
| Silvano Simeon               | 65    | 12 grudnia(dts) br      | [ 388 ] [ 389 ]                 |
| Olga Winterberg              | 88    | 15 grudnia(dts) br      | [ 390 ]                         |
| Zygmunt Kuraś                | 87    | 19 grudnia(dts) br      | [ 391 ]                         |
| Piotr Kurek                  | 49    | 19 grudnia(dts) br      | [ 392 ]                         |
| Helena Gburek-Kowalówka      | 80/81 | 21 grudnia(dts) br      | [ 393 ]                         |
| Vivi Markussen               | 71    | 22 grudnia(dts) br      | [ 394 ]                         |
| Malcolm Spence               | 73    | 30 grudnia(dts) br      | [ 395 ]                         |
| Franciszek Wesołowski        | 75    | grudnia(dts) br         | [ 396 ]                         |

## Koniec kariery

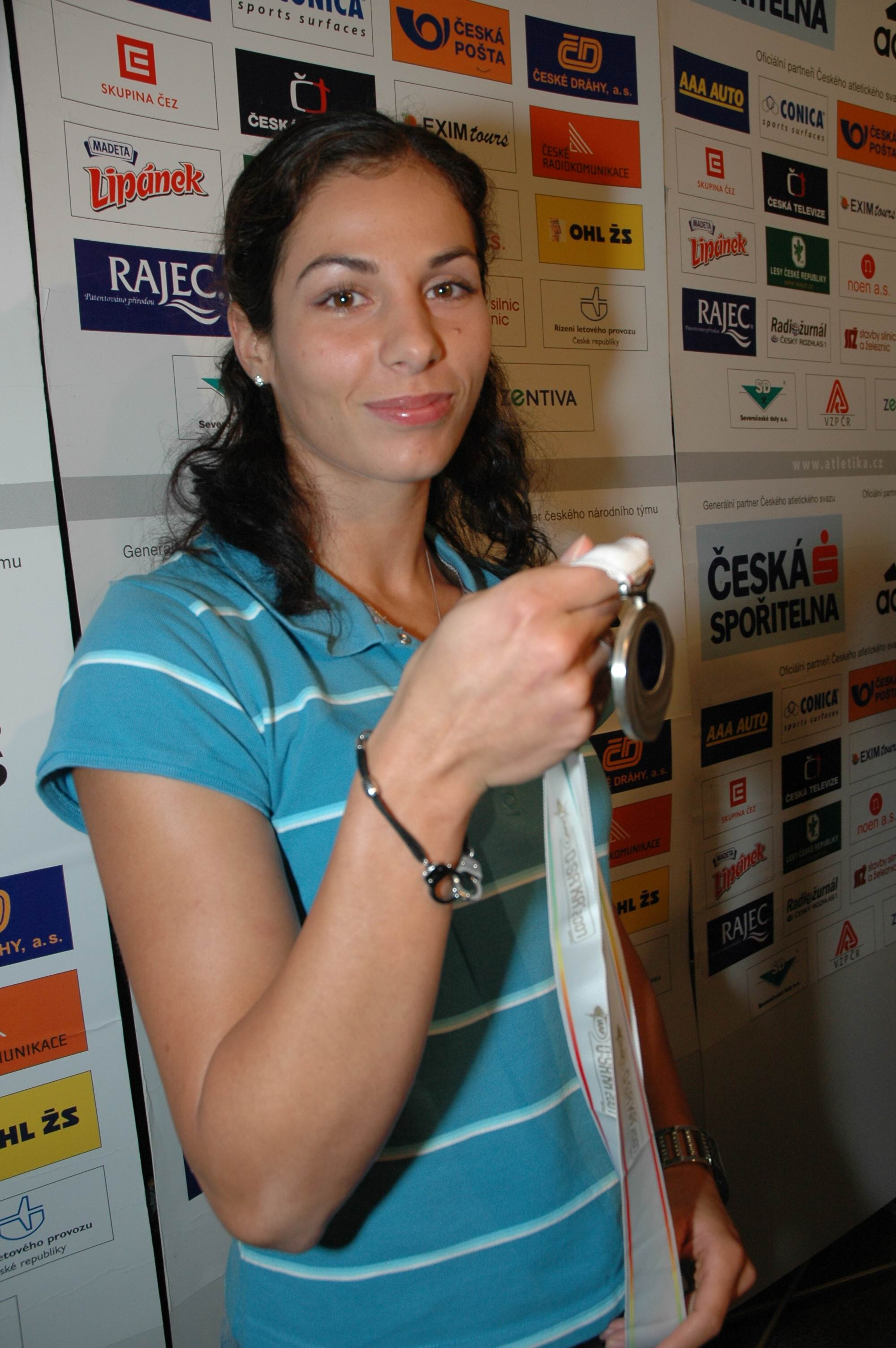
Czeska tyczkarka Kateřina Baďurová zakończyła karierę w związku z przewlekłą kontuzją kolana

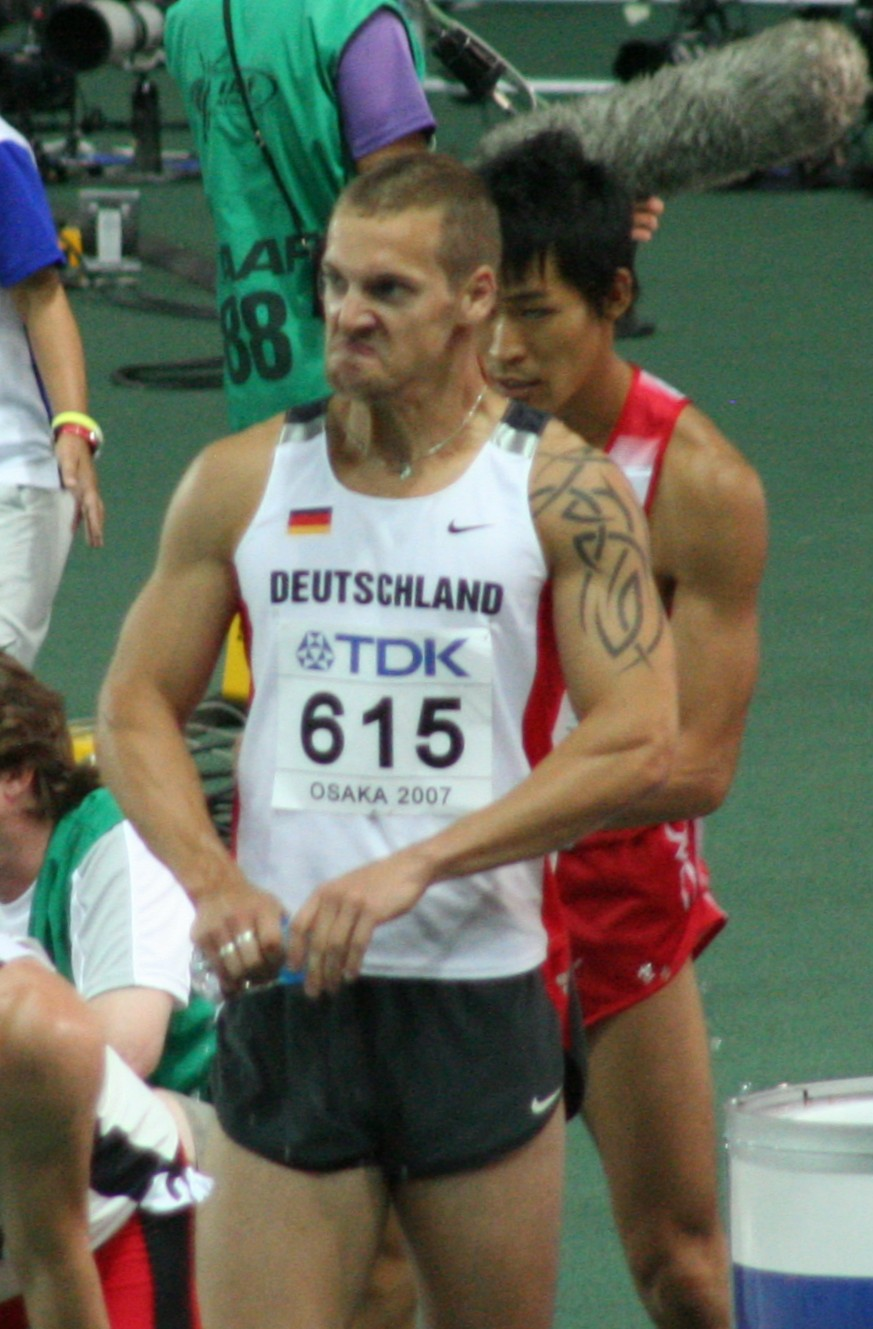
Niemiecki płotkarz Thomas Blaschek postanowił porzucić lekkoatletykę, zamierza zostać bobsleistą

| Imię i nazwisko             | Wiek | Źródło                          |
| --------------------------- | ---- | ------------------------------- |
| Jurij Biłonoh               | 35   | [ 397 ]                         |
| Artur Kohutek               | 38   |                                 |
| Abderahmane Hammad          | 32   | [ 398 ]                         |
| Kateřina Baďurová           | 27   | [ 399 ]                         |
| Eva-Maria Gradwohl          | 37   |                                 |
| Iryna Jatczanka             | 44   | [ 400 ]                         |
| Wasil Kapciuch              | 42   | [ 400 ]                         |
| Natalia Safronnikowa        | 37   | [ 400 ]                         |
| Krystyna Danilczyk-Zabawska | 42   | [ 401 ]                         |
| Swietłana Kriwielowa        | 41   | [ 401 ]                         |
| Olga Kuzienkowa             | 39   | [ 401 ]                         |
| Allen Johnson               | 39   | [ 402 ]                         |
| Pavel Loskutov              | 40   | [ 403 ] [ 404 ]                 |
| Thomas Blaschek             | 29   | [ 405 ] [ 406 ] [ 407 ] [ 408 ] |
| Emma Rienas                 | 27   | [ 409 ]                         |
| Destinee Hooker             | 23   | [ 410 ]                         |
| Marta Mendía                | 35   | [ 411 ]                         |
| Małgorzata Sobańska         | 41   | [ 412 ]                         |
| Stefano Baldini             | 39   | [ 413 ] [ 414 ]                 |
| Paul Terek                  | 31   | [ 415 ]                         |
| Paul Burgess                | 31   | [ 416 ]                         |
| Petra Lammert               | 26   | [ 417 ] [ 418 ]                 |
| Jala Gangnus                | 24   | [ 419 ]                         |
| Stephanie Lichtl            | 25   | [ 420 ]                         |
| Peter Sack                  | 31   | [ 421 ]                         |
| Gary Reed                   | 29   | [ 422 ] [ 423 ]                 |
| Christian Belz              | 36   | [ 424 ] [ 425 ]                 |
| Beatrice Faumuina           | 36   | [ 426 ] [ 427 ]                 |
| Fabienne Weyermann          | 25   | [ 428 ]                         |
| Agnieszka Bronisz           | 24   | [ 429 ]                         |